# Мергоша
Мергоша (італ. Mergoscia) — громада  в Швейцарії в кантоні Тічино, округ Локарно.

## Географія
Громада розташована на відстані близько 135 км на південний схід від Берна, 14 км на захід від Беллінцони.
Мергоша має площу 12,2 км², з яких на 2,3% дозволяється будівництво (житлове та будівництво доріг), 8,8% використовуються в сільськогосподарських цілях, 71,6% зайнято лісами, 17,3% не є продуктивними (річки, льодовики або гори).

## Демографія
2019 року в громаді мешкало 209 осіб (-5% порівняно з 2010 роком), іноземців було 9,1%. Густота населення становила 17 осіб/км².
За віковим діапазоном населення розподілялося таким чином: 12,9% — особи молодші 20 років, 58,4% — особи у віці 20—64 років, 28,7% — особи у віці 65 років та старші. Було 105 помешкань (у середньому 2 особи в помешканні).